# آبانییا
آبانییا (به اسپانیایی: Abanilla) یکی از شهرداری‌های کومارکای شرقی و در بخش خودمختار مورسیا در کشور اسپانیا قرار دارد. تا سال ۲۰۰۸ مساحت این شهرداری ۲۳۶٫۶ کیلومتر مربع و جمعیت آن ۶٬۶۴۲ تَن می‌باشد.